# Bruce Robertson (aviron)
Pour les articles homonymes, voir Bruce Robertson et Robertson.
Bruce Robertson, né le 17 juin 1962 à Calgary, est un rameur d'aviron canadien. 

## Carrière
Bruce Robertson participe aux Jeux olympiques de 1992 à Barcelone et remporte la médaille d'or avec le huit canadien composé de Andrew Crosby, Darren Barber, Michael Forgeron, Robert Marland, John Wallace, Terence Paul, Derek Porter et Michael Rascher.